# Emilianów (powiat wołomiński)
Emilianów – wieś w Polsce położona w województwie mazowieckim, w powiecie wołomińskim, w gminie Radzymin. Ma status sołectwa.
W latach 1975–1998 miejscowość należała administracyjnie do województwa warszawskiego. Liczba ludności na rok 2023 wynosiła 223. Powierzchnia wsi wynosi 448,44 ha
Obecnie wieś jest przecięta nowo wybudowaną drogą ekspresową S8 łączącą Białystok z Warszawą, a dalej z Wrocławiem. Poza tym na obrzeżach wsi powstaje specjalna strefa przemysłowa, a we wsi zmieniono plan zagospodarowania przestrzennego przekształcając większość terenów rolnych w tereny budownictwa mieszkaniowego (2010). Większa część miejscowości jest jednak zalesiona.
W Emilianowie znajdują się m.in.:
- Towarowa stacja kolejowa (na linii kolejowej nr 10) i bocznica kolejowa do Bazy Paliw[8]
- Baza Paliw Płynnych nr 5 zaopatrywana rurociągiem z rafinerii w Płocku.- ul. Napoleońska 1[9][8]
- Okręgowa Stacja Kontroli Pojazdów - ul. Zawadzka 2[10]
- Sortownia firmy kurierskiej DHL - ul. Węgrzyna 5[11]
- Centrum logistyczne CTPark Emilianów - ul. Węgrzyna[12]

Od 2011 r wierni Kościoła rzymskokatolickiego należą do parafii św. Jana Pawła II w Radzyminie.